# Pittosporum takauele
Pittosporum takauele är en tvåhjärtbladig växtart som beskrevs av Harold St.John. Pittosporum takauele ingår i släktet Pittosporum och familjen Pittosporaceae. Inga underarter finns listade.